# Maria João Seixas
Maria João Caldas Seixas ComC (Lourenço Marques, Moçambique, 31 de maio de 1945) é uma jornalista, tradutora e autora portuguesa.

## Biografia

### Infância e juventude
Da antiga província ultramarina de Moçambique, Maria João Seixas licenciou-se em Filosofia, pela Faculdade de Letras da Universidade de Lisboa, em 1969.

### Percurso no jornalismo e apresentação de televisão
Profissionalizando-se como jornalista, veio a destacar-se sobretudo como autora de entrevistas, na imprensa e na televisão.
Precisamente nesse domínio, na imprensa, destacam-se as suas entrevistas mensais no jornal  Público, no período de 1999 a 2006 — Conversas com vista para....
Na televisão, assinala-se no seu percurso, ao longo dos anos 1990, a apresentação dos programas Quem fala assim (1993), Sempre aos Domingos (1995) e Olhos nos Olhos (1998) — nos três mantinha conversas sobre vários temas, muito em torno do conhecimento e da cultura. 
Em 2006 surgia como protagonista de Ela por Ela uma séria de 13 programas de conversa com Agustina Bessa-Luís, transmitidos ao domingo à noite na RTP1, da autoria do realizador Fernando Lopes (seu marido). O programa seria descrito como um "combate" verbal, divertido e surpreendente, à volta de provérbios e aforismos na língua portuguesa.  
Em 2016 voltaria às entrevistas na televisão com Afinidades, programa transmitido na RTP2. 
Durante cinco anos também fez parte do painel de Um certo olhar (2005-2010), programa de rádio, da Antena 2.
Para o grande público, Maria João Seixas ficou conhecida como membro do júri do popular concurso A Visita da Cornélia (1977), apresentado por Raul Solnado.  
Refira-se ainda que, apesar de a jornalista e apresentadora sofrer de um problema de alguma gaguez, tal não a impediria de fazer carreira na televisão, onde se impôs pelo seu profissionalismo e confiança na sua capacidade de comunicar. 
Outras atividades no seu curriculum incluem a colaboração com Fernando Lopes, enquanto co-argumentista dos filmes O Delfim (2002) e Lissabon, Wuppertal (1998).  
Também concebeu as cinco edições dos Clássicos para a Fundação Calouste Gulbenkian, em colaboração com a Há4. 

### Percurso na área da gestão cultural
Além do jornalismo, Maria João Seixas desempenhou várias outras funções, relacionadas, nomedamente, com a governação na área da cultura, a gestão de entidades com atividade cultural, bem como funções de direção na televisão pública. 
Foi, nomeadamente, diretora da Cinemateca Portuguesa, nomeada pelo governo de José Sócrates, função em que se manteve desde janeiro entre 2010 (sucedendo a João Bénard da Costa) até dezembro de 2013. 
De 1995 e 1997 fora assessora do primeiro-ministro António Guterres para os Assuntos Culturais.  
Antes, em finais da década de 1970, princípios da década de 1980, foi encarregue da direção do Departamento de Produção de Filmes da Secretaria de Estado da Emigração, entre 1978 e 1980, seguindo-se a direção do Departamento de Venda de Programas da RTP, entre 1980 e 1986. A seguir seria igualmente vice-presidente do European Film Distribution Office, de 1989 a 1997. 
De resto, no período subsequente ao 25 de abril de 1974, havia sido secretária do Ministro da Educação e Investigação Científica do V Governo Provisório, Vítor Alves, em 1975, bem como da primeira-ministra do V Governo Constitucional, Maria de Lourdes Pintasilgo, em 1979. 
Maria João Seixas foi mandatária das candidaturas de Mário Soares e Jorge Sampaio à Presidência da República, e de Manuel Maria Carrilho à Câmara Municipal de Lisboa.

### Condecorações
Condecorada com a comenda da Ordem Militar de Cristo, da Presidência da República Portuguesa, a 4 de outubro de 2004.
Condecorada com a Ordem das Artes e das Letras, do Ministério da Cultura de França (em data desconhecida).

### Família, casamento e descendência
Com Fernando Lopes, foi mãe do arquiteto Diogo Seixas Lopes.